# Madakalapuwa
Madakalapuwa lub Batticaloa (syng. මඩකලපුව, Maḍakalapuva, tam. மட்டக்களப்பு, Maṭ-ṭakkaḷappu, ang. Batticaloa) – miasto we wschodniej części Sri Lanki, położone na przybrzeżnych wysepkach na Oceanie Indyjskim, 111 km na południe od stolicy prowincji Trikunamalaja i około 310 km na wschód od stolicy kraju Kolombo. Populacja wynosiła około 80,3 tys. mieszkańców (2012), jest dziewiątym pod względem wielkości miastem kraju. Stolica dystryktu Madakalapuwa, dawniej również było stolicą Prowincji Wschodniej. W mieście znajduje się Uniwersytet Wschodni Sri Lanki i jest ważnym miastem handlowym. Jest to ośrodek uprawy i handlu palmy kokosowej, ważny port rybacki i kąpielisko morskie. Rozwinęły się: przemysł drzewny, spożywczy i rzemiosło. Miasto połączone jest mostem z wyspą Cejlon. 

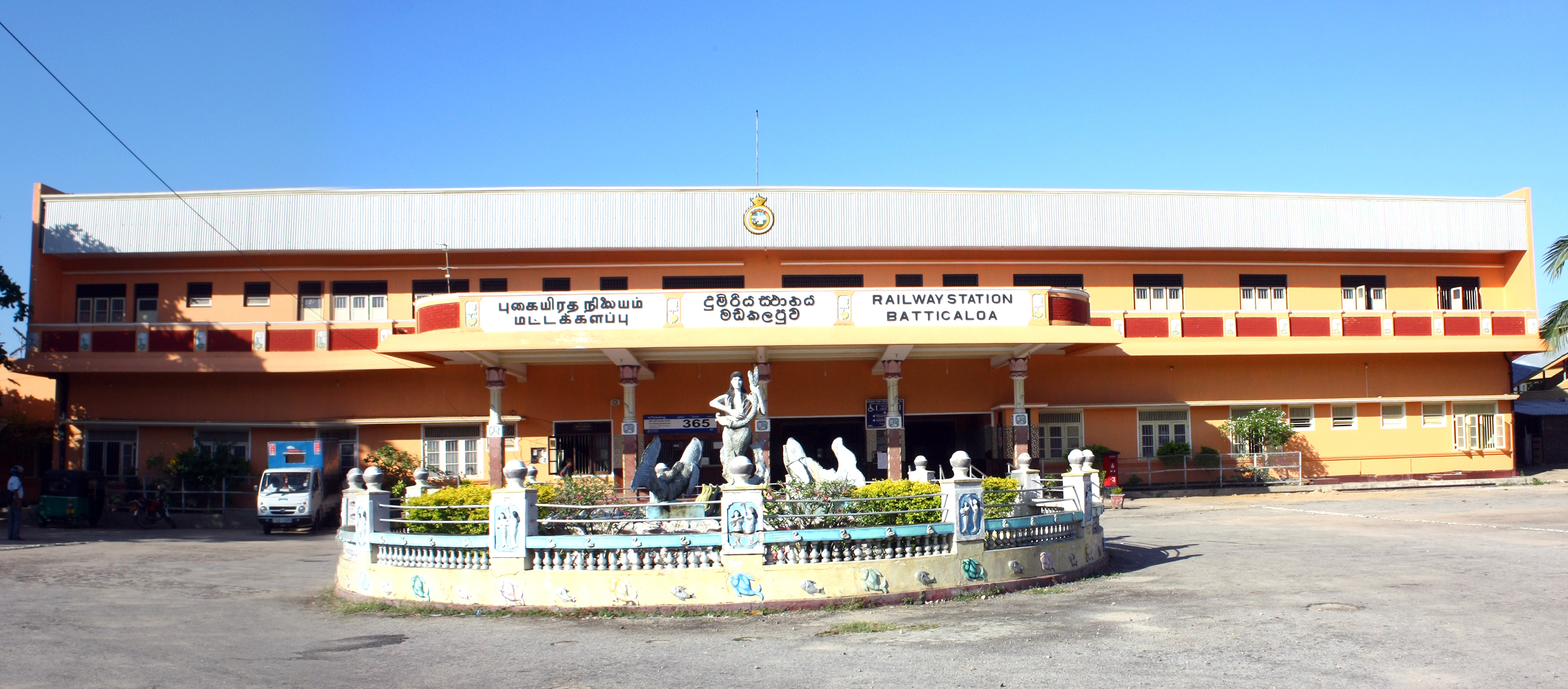
Dworzec kolejowy w Madakalapuwa

Pasikudah i Arugam Bay to dwa najbardziej popularne miejsca turystyczne we wschodniej prowincji, znane z pięknych piaszczystych plaż i płytkiej laguny ze spokojną ciepłą wodą. Często odwiedzane przez turystów ze względu na najtańsze hotele i najbardziej egzotyczne potrawy. Fort Batticaloa jest twierdzą, która znajduje się na małej wyspie. Został zbudowany przez Portugalczyków w 1628 roku, był centrum administracyjnym i handlowym. W 1638 Holendrzy przejęli fort. Pod koniec XVIII wieku został zdobyty przez Brytyjczyków.